# Шёнбах, Кай-Ахим
Кай-Ахим Шёнбах (нем. Kay-Achim Heino Schönbach; род. 9 июля 1965, Кассель) — немецкий вице-адмирал. Командующий Военно-морскими силами Германии (2021—2022).

## Биография
Родился 9 июля 1965 года в городе Кассель. Учился в гимназии Франца-Мильтенбергера в Бад-Брюккенау. В 1984 году поступил на службу в Бундесвер, прошёл обучение в качестве морского офицера. С 1985 по 1988 год учился по направлению «педагогика» в Университете федеральных вооруженных сил в Гамбурге. После прохождения офицерских курсов в 1988—1990 годах, был направлен артиллерийским офицером и локатором на эсминец «Гамбург». С 1992 по 1994 год в рамках обмена служил в Королевских военно-морских силах Нидерландов, где был штурманом на фрегате «Ян ван Бракель», а с 1994 по 1995 год являлся слушателем курса в Нидерландско-бельгийской школе операций в Ден-Хелдере. Вернувшись в Германию, в течение четырёх лет на различных оперативных должностях служил на фрегате «Бранденбург». С 1999 по 2001 год прошёл курс адмиралтейства в Командно-штабной академии Бундесвера в Гамбурге.

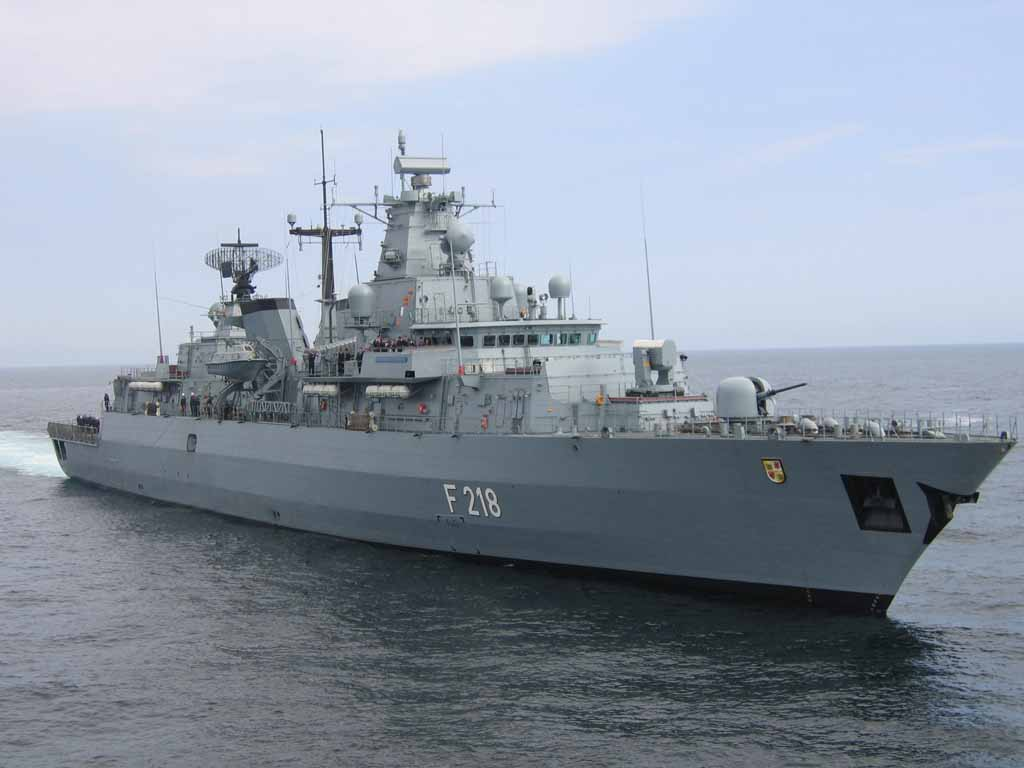
Фрегат «Мекленбург-Передняя Померания», которым командовал Шёнбах с 2008 по 2010 год

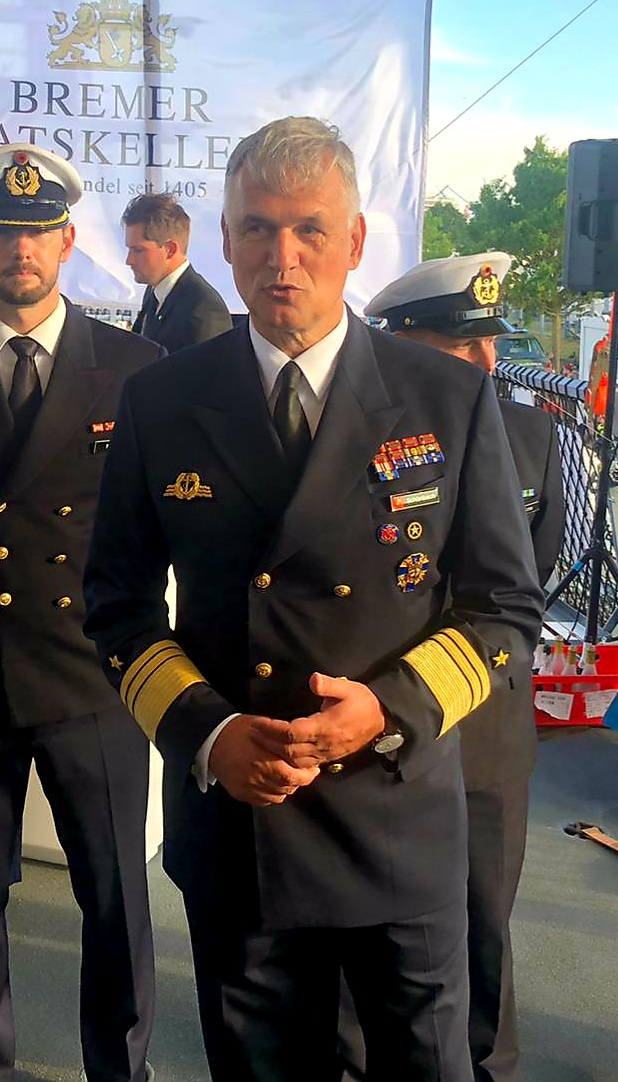
В 2021 году

С 2001 по 2004 год Шёнбах работал консультантом в Федеральном министерстве обороны Германии. С 2004 по 2006 год являлся старшим помощником на фрегате «Шлезвиг-Гольштейн». С 2006 по 2008 год — адъютант генерального инспектора вооружённых сил Германии генерала Вольфганга Шнайдерхана. В 2008 году Шёнбах принял на себя командование фрегатом «Мекленбург-Передняя Померания», которым руководил до 2010 года. Под его командованием фрегат участвовал в операция «Несокрушимая свобода» и Операции «Атланта». По мнению Шёнбаха, благодаря участию международных военных кораблей в операции «Атланта» у берегов Сомали удалось сократить количество нападений пиратов на гражданские суда.
С 2010 по 2012 год являлся лектором в Командно-штабной академии Бундесвера в Гамбурге. С 2012 по 2014 год — командир 4-й эскадрильи фрегатов в Вильгельмсхафене. С 2014 по 2016 год Шёнбах занимал должность начальника отдела Евразии и Арктического региона при министерстве обороны.
19 июня 2016 года Шёнбах принял командование 2-й постоянной военно-морской группой НАТО с присвоением военного звания адмирал флотилии. 22 декабря 2016 года он передал командование Акселю Деерцу и 31 января 2017 года назначен командующим Военно-морской академией в Мюрвике, где сменил Карстена Ставицки. В Мюрвике Шёнбах работал до 18 мая 2018 года, когда передал пост Вильгельму Тобиасу Абри. После этого занимал пост заместителя начальника отдела стратегии и операций при министерстве обороны.

### Командующий ВМФ Германии
24 марта 2021 года 55-летний Шёнбах был назначен командующим военно-морского флота Германии, сменив Андреаса Краузе.
Во время визита в Индию, 21 января 2022 года в Институте оборонных исследований и анализа Манохара Паррикара, Шёнбах в разгар российско-украинского кризиса высказал мнение, что Германия и Индия нуждается в России для противостояния с Китаем. Кроме того, флотоводец заявил, что аннексированный Россией Крым навсегда потерян для Украины. Данные высказывания вызвали критику, после чего Шёнбах в Твиттере извинился за свои высказывания, отметив, что они являются его личным мнением и не представляют официальную позицию Германии. Выступление Шёнбаха вызвало дипломатический скандал. Так, МИД Украины отметил категорическую неприемлемость высказываний немецкого военачальника относительно Крыма. В итоге вечером 22 января Шёнбах подал рапорт об отставке.